# Guwanç Nurmuhammedow
Guwanç Nurmuhammedow (ur. 17 listopada 1976) – turkmeński judoka. Olimpijczyk z Pekinu 2008, gdzie zajął trzynaste miejsce w wadze półlekkiej.
Uczestnik mistrzostw świata w 1999, 2001, 2003 i 2007. Startował w Pucharze Świata w 1999, 2000 i 2006. Srebrny medalista igrzysk azjatyckich w 2002 i piąty w 2010. Wicemistrz Azji w 1999; piąty w 2001, 2003 i 2009.  Triumfator igrzysk Azji zachodniej w 1997. Brązowy medalista akademickich MŚ w 1996 roku.
Chorąży reprezentacji na ceremonii otwarcia igrzysk w 2008 roku. 

## Letnie Igrzyska Olimpijskie 2008
| Konkurencja | Eliminacje           | Repasaże                | Klas. końcowa |
| Konkurencja | Przeciwnik I         | Przeciwnik I            | Miejsce       |
| ----------- | -------------------- | ----------------------- | ------------- |
| 66 kg       | Pak Chol-min (PRK) P | Giovanni Casale (ITA) P | 13.           |